# Microsoft Bing
Microsoft Bing, popularmente conhecido como Bing, é o motor de pesquisa da Microsoft, designado para competir com os líderes das indústrias Google e Yahoo!. Revelado pelo CEO da Microsoft, Steve Ballmer, em 28 de maio de 2009, na conferência "All Things D", em San Diego, Bing é um substituto do Live Search, e disponibilizado totalmente em 1 de junho de 2009.
Em 4 de junho de 2009, com apenas três dias em atividade, o Bing alcançou o segundo lugar na área de pesquisas online, superando o Yahoo! Busca, e ficando atrás apenas do Google Search. No dia, o motor de pesquisa representou 16,2% das buscas nos Estados Unidos, enquanto o Yahoo! representou 10,2%. Globalmente, o Bing representa 5,6% contra 5,1% do Yahoo!.
Os aperfeiçoamentos incluem adição de pesquisas relacionadas (chamado "Explorer Panel", no lado esquerdo dos resultados da pesquisa, baseado na tecnologia semântica de PowerSet, empresa de busca da Microsoft comprada em 2008), e busca de sugestões ao digitar (aumenta o histórico de pesquisas).
Dados do início de 2016 mostram o Bing como responsável por fazer 21,4% das buscas online realizadas em desktops. O Google, em primeiro, com 64% do mercado. O Yahoo, que usa tecnologia do Bing no seu buscador, ficou em terceiro lugar com 12,2% das buscas.
Em abril de 2024, o Bing ocupava a posição de segundo maior mecanismo de busca do mundo, com uma participação de mercado de 3,64%, atrás dos 90,91% do Google. Outros concorrentes incluem Yandex com 1,61%, Baidu com 1,15% e Yahoo!, que é amplamente alimentado pelo Bing, com 1,13%.

## A cota de mercado
Dados de janeiro e fevereiro de 2016 em buscas realizadas em desktops:
| comScore qSearch |           |           |           |
| Motores de busca | Ações (%) | Ações (%) | Ações (%) |
| Motores de busca | Jan-16    | Fev-16    | Variação  |
| Google Sites     | 63.8%     | 64.0%     | 0.2       |
| Microsoft Sites  | 21.3%     | 21.4%     | 0.1       |
| Yahoo Sites      | 12.4%     | 12.2%     | -0.2      |
| Ask Network      | 1.7%      | 1.6%      | -0.1      |
| AOL, Inc.        | 0.9%      | 0.9%      | 0.0       |

## Publicidade
Segundo a Bloomberg, anúncios na busca são responsáveis por gerar 5,3 bilhões de dólares para a Microsoft. Esse valor representa mais que o dobro do que o Instagram todo é capaz de gerar com anúncios.

## Internacional
Bing está disponível em muitos idiomas e localizado em diversos países.

### Bing News
Bing News, ou Bing Notícias (anteriormente Live Search News) é um agregador de notícias impulsionado por inteligência artificial.
Em agosto de 2015, a Microsoft anunciou que o Bing News para dispositivos móveis adicionou "etiquetas inteligentes" deduzidas por algoritmos, que basicamente atuam como marcadores de tópicos, permitindo que os usuários cliquem e explorem possíveis conexões entre diferentes notícias. A funcionalidade surgiu a partir de uma pesquisa da Microsoft que revelou que cerca de 60% das pessoas consomem notícias apenas lendo manchetes, em vez de ler os artigos completos. Desde então, outras etiquetas foram implementadas, incluindo logo de publicadores e tags de verificação de fatos.

## Integração com o ChatGPT

Imagem criada dentro da plataforma do Bing

No dia 7 de fevereiro de 2023, a Microsoft confirmou que iria integrar o ChatGPT ao Bing.
A Microsoft lançou em 2023 o Bing Image Creator, dentro do site é possível criar imagens apenas usando textos. O site usa recursos de IA para elaborar todo o conteúdo gráfico exibido na tela. O ponto de partida começou com as tecnologias desenvolvidas inicialmente pela OpenAI com a sua ferramenta DALL-E.

### Idiomas em que o Bing exibe resultados
| - Albanês - Árabe - Búlgaro - Catalão - Chinês (Tradicional e simplificado) - Croata - Tcheco - Dinamarquês - Neerlandês - Inglês (América do Norte e Inglaterra) - Estoniano - Finlandês - Francês - Alemão | - Grego - Hebraico - Húngaro - Islandês - Indonésio - Italiano - Japonês - Coreano - Letão - Lituano - Malaio - Norueguês - Persa - Polonês | - Português (Brasil e Portugal) - Romeno - Russo - Sérvio (Cíclico) - Eslovaco - Esloveno - Espanhol - Sueco - Tâmil - Tailandês - Turco - Ucraniano - Vietnamita |

## Criticismo
A Microsoft tem sido criticada por censurar os resultados do Bing a pesquisas feitas em caracteres chineses simplificados que são usados na China continental. Assim, Bing cumpre requisitos de censura do governo na China, e pode operar no país. A Microsoft não indicou a disposição de parar de censurar os resultados de pesquisa em caracteres chineses simplificados após a decisão do Google de fazê-lo. No dia 24 de Janeiro de 2019, independente de atender aos requisitos de censura do governo chinês, o acesso ao Bing foi bloqueado na China, porém voltou a normalidade no dia seguinte.

## Parcerias
Alguns buscadores famosos da rede mundial de computadores fazem uso das tecnologias desenvolvidas pelo Bing. No ano de 2009 o Yahoo! fez um acordo com a Microsoft para utilizar o mecanismo de busca do buscador da empresa.  O DuckDuckGo faz uso do banco de pesquisa do Bing como links e imagens. Outros como Ecosia e AOL também faz uso do mesmo tipo de tecnologia criado pela marca da Microsoft.